# CircusLand I 〜ドキ! ヒロインいっぱい初音島★コスプレミスコン祭り♪よりどりみどりで♪好きな子選んで着せ替え育成デートだょ 兄さん♪〜
『CircusLand I 〜ドキ! ヒロインいっぱい初音島★コスプレミスコン祭り♪よりどりみどりで♪好きな子選んで着せ替え育成デートだょ 兄さん♪〜』（サーカスランドワン ドキ ヒロインいっぱいはつねじま コスプレミスコンまつり よりどりみどりで すきなこえらんで きせかえいくせいデートだよ にいさん）は、CIRCUSより発売されたアダルトゲームソフトである。

## 概要
略称は、「CLI」。価格は初回限定版が8800円。
内容はCIRCUSの歴代ソフト『D.C. 〜ダ・カーポ〜』、『Aries』、『水夏』、『すくみず 〜フェチ☆になるもんっ!〜』、『ガッデーム&ジュテーム』のコラボレーションファンディスクとなっている。ピックアップされているヒロインは朝倉音夢、白河ことり、胡ノ宮環、紫和泉子、天使アミ、山岡あきら、白河さやか、名無しの少女、嶋野真帆、岩崎＝コナ＝麗華、田中、山田である。

## 主題歌
- オープニングテーマ『恋のDice☆教えて』
  - 作詞・作曲：Cy-Rim rev.、編曲：黒須克彦、歌：Cy-Rim rev.
- 挿入歌『キラメクヒカリ』
  - 作詞・作曲・編曲：電気（電気式華憐音楽集団）、歌：miru
- 挿入歌『トキメキ無敵!』
  - 作詞・作曲・編曲：電気、歌：Arisa
- 挿入歌『Eternal season』
  - 作詞・作曲・編曲：電気、歌：華憐（電気式華憐音楽集団）
- 挿入歌『ぎゅんぎゅんsummer!!』
  - 作詞・作曲・編曲：電気、歌：ひーこ
- 挿入歌『Chaotic you』
  - 作詞・作曲・編曲：電気、歌：miru、ひーこ、愛乃、Arisa、華憐

## 関連CD
- CircusLand I 〜ボーカルアルバム〜